# Gulf Shores
Gulf Shores es una ciudad ubicada en el condado de Baldwin en el estado estadounidense de Alabama. En el censo de 2000, su población era de 5044.

## Demografía
En el 2000 la renta per cápita promedia del hogar era de $41,826, y el ingreso promedio para una familia era de $51,862. El ingreso per cápita para la localidad era de $24,356. Los hombres tenían un ingreso per cápita de $40,259 contra $22,467 para las mujeres.

## Geografía
Gulf Shores se encuentra ubicada en las coordenadas 30°16′4″N 87°42′5″O / 30.26778, -87.70139 (30.267797, -87.701468).
Según la Oficina del Censo de los EE. UU., la ciudad tiene un área total de 23.02 millas cuadradas (59.61 km²).